# Illinois State Route 10
Die Illinois State Route 10 (kurz IL 10) ist eine State Route im US-Bundesstaat Illinois, die in Ost-West-Richtung verläuft.
Die State Route beginnt am U.S. Highway 136 nördlich von Easton und endet nach 147 Kilometern in Champaign am U.S. Highway 150.

## Verlauf
Zwischen der Kreuzung mit dem U.S. Highway 136 und Easton verläuft die State Route in südlicher Richtung und anschließend in Richtung Osten. Westlich von Mason City trifft sie auf die Illinois State Route 29 und westlich von Lincoln auf die Interstate 55. Im Zentrum von Lincoln nutzt die State Route 121 die Trasse der IL 10 für etwa fünf Kilometer, bevor sie die Stadt in östlicher Richtung verlässt. Westlich der Stadt Clinton wird die Straße vom U.S. Highway 51 gekreuzt. In der Innenstadt nutzt sie eine gemeinsame Trasse mit der Illinois State Route 54.
Östlich von Clinton passiert die IL 10 im Norden den Lake Clinton und trifft im Norden von Weldon auf die Illinois State Route 48. Zwischen White Heath und Champaign führt die State Route parallel zur Interstate 72 und östlich von Seymour zweigt die Illinois State Route 47 in nördlicher Richtung ab. Nach der Unterführung der Interstate 57 erreicht sie den Großraum von Champaign, bevor sie im Zentrum der Stadt am U.S. Highway 150 endet.